# Нішан
Нішан (узб. Nishon, Нишон) — міське селище в Узбекистані, у Нішанському районі Кашкадар'їнської області.
Статус міського селища з 2009 року.

## Відомі особистості
В поселенні народився:
- Павлова Неллі Миколаївна (* 1952) — українська художниця, графік.